# Simon Ybertracher

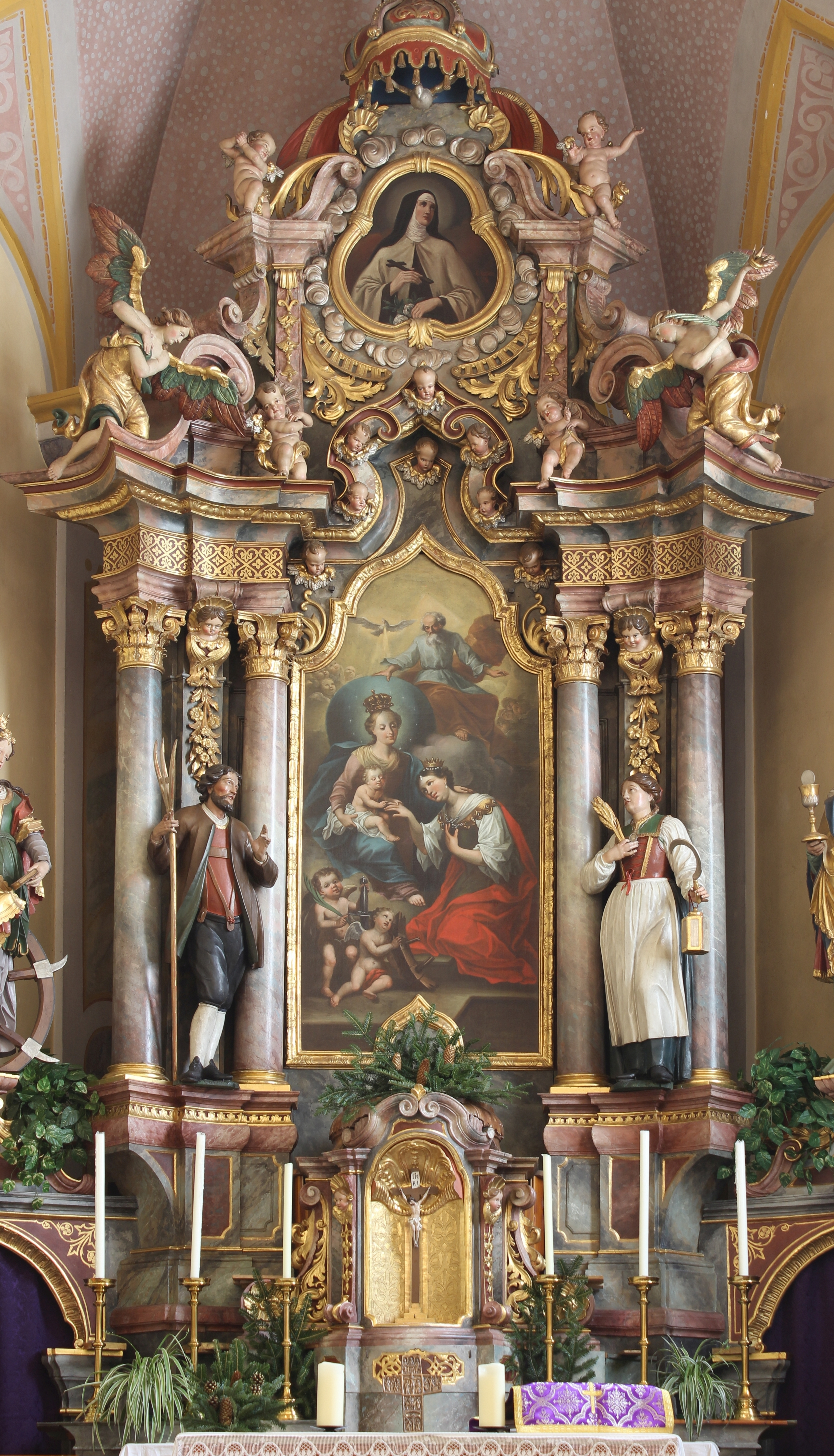
Hochaltar in der Pfarrkirche St. Katharina in Schnals

Simon Ybertracher (* 9. Oktober 1694 in Naturns; † 30. August 1772 in Meran) war ein Tiroler Barockmaler, der Altarbilder, Gemälde und Fresken, hauptsächlich im Vinschgau und in der näheren Umgebung schuf.

## Leben
Simon Ybertracher wurde als Sohn eines Schmieds in Naturns geboren. Über seine Ausbildung ist nichts bekannt. Die ältesten seiner Arbeiten sind Fresken im Ansitz Hochnaturns von 1720. Ab 1743 sind sakrale Werke von ihm belegt.

## Werk (Auswahl)
- Jenesien, Flaas, Pfarrkirche St. Sebastian Altes Altarblatt, Maria mit dem Kind (deponiert)[3]
- Latsch, Pfarrkirche Peter und Paul, Vier Gemälde 1744[4]
- Latsch, Spitalkirche, Seitenaltar 14 Nothelfer 1748[5]
- Latsch, Unsere Liebe Frau auf dem Bichl, Hochaltar (deponiert)[6]
- Latsch, Tarsch, St. Karpophorus, Gemälde am Altar, 1743[7]
- Naturns, Gasthof Weißes Rössl, Fassade, Unbefleckte 1751[8]
- Naturns, St. Oswald in Tschirland, Seitenaltäre und Deckenfresko[9]
- Plaus, Pfarrkirche St. Ulrich, Ehemaliges Hochaltarblatt Disputation der hl. Katharina (deponiert)[10]
- St. Pankraz, Pfarrkirche, Gemälde Taufe des hl. Pankrazius um 1750[11]
- Katharinaberg in Schnals, Pfarrkirche St. Katharina, Hochaltar, Bilder[12]
- Unser Frau in Schnals, Pfarrkirche Unser Frau, Seitenaltäre[13]

Weitere seiner Bilder befinden sich in  der Landesfürstlichen Burg in Meran.

## Ehrungen
Nach Ybertracher sind eine Schule und eine Straße in seiner Heimatgemeinde Naturns benannt.